# Brownsville, Tennessee
Brownsville är administrativ huvudort i Haywood County i Tennessee. Orten har fått sitt namn efter militären Jacob Brown. Brownsville hade 10 292 invånare enligt 2010 års folkräkning.

## Kända personer från Brownsville
- Joseph W. Folk, politiker